# Claude-Jean Bonnardot
Pour l’article homonyme, voir Bonnardot.
Claude-Jean Bonnardot, né le 26 décembre 1923 à Paris, mort le 14 janvier 1981 à Granville, est un acteur, scénariste et réalisateur français.
Il s'est illustré majoritairement à la télévision et a exploré de nombreux genres tout au long de sa carrière. Son premier long-métrage Moranbong fut en son temps célébré par Les Cahiers du cinéma et Positif. Il est également connu pour avoir porté au petit écran français L'Invention de Morel, roman d'Adolfo Bioy Casares, adapté en collaboration avec le scénariste Michel Andrieu.

## Filmographie

### Réalisateur
- 1955 : Les Bras de la Seine, C.-M. documentaire
- 1956 : Impasse, C.-M.
- 1956 : Paris férié, C.-M. documentaire
- 1958 : Moranbong
- 1960 : Mauritanie, an deux de la république islamique, C.-M. documentaire
- 1961 : Sénégal ma pirogue, C.-M. documentaire
- 1963 : Ballade pour un voyou
- 1965 : Les Comédiens dans la ville neuve, C.-M.
- 1965 : Son ou Gal, C.-M. documentaire
- 1965 : Infarctus, téléfilm
- 1966 : Le Chevalier Des Touches, téléfilm d'après le roman de Barbey d'Aurevilly
- 1967 : L'Invention de Morel, téléfilm d'après le roman d'Adolfo Bioy Casares [4]
- 1969 : Jean-Roch Coignet, mini-série télévisée
- 1970 : Les Aventures de Zadig, téléfilm d'après le roman de Voltaire
- 1970 : Dossier 113 - Nina Gypsy , téléfilm avec Catherine Rouvel, Henri Lambert, Jacques Faber
- 1972 : La Vallée sans printemps, téléfilm d'après le roman de Romain Roussel
- 1973 : Au bout du rouleau, téléfilm d'après la nouvelle de Joseph Conrad
- 1973 : Un gros pépin dans le chasselas, épisode de la série Les Cinq Dernières Minutes
- 1974 : Le Vagabond, série télévisée
- 1974 : Un matin de juin 40, téléfilm
- 1976 : Grand-père viking, mini-série télévisée
- 1977 : Cent mille soleils, épisode de la série Commissaire Moulin
- 1978 : Double détente, téléfilm
- 1978 : Quand flambait le bocage, téléfilm d'après le roman de Philippe Mestre
- 1980 : La Conquête du ciel, mini-série télévisée

### Scénariste
- 1963 : Ballade pour un voyou
- 1965 : Les comédiens dans la ville neuve
- 1967 : L'Invention de Morel
- 1974 : Le Vagabond
- 1976 : Grand-père viking
- 1977 : Cent mille soleils, épisode de la série Commissaire Moulin
- 1978 : Double détente

### Acteur
- 1947 : Le Bataillon du ciel, d'Alexandre Esway
- 1960 : Moranbong, de Claude-Jean Bonnardot : le reporter
- 1968 : Drôle de jeu, de Pierre Kast et Jean-Daniel Pollet : Thucydide

### Traducteur
- Traduction française de Psychose (film) (Alfred Hitchock) pour le doublage